# Albert Prosa
Albert Prosa (Tartu, 1º ottobre 1990) è un calciatore estone, attaccante del Puuma Tallinn.

## Palmarès

### Club

#### Competizioni nazionali
- Supercoppa d'Estonia: 4

Flora Tallinn: 2012, 2014, 2016, 2017
- Coppa d'Estonia: 3

Flora Tallinn: 2012-2013, 2015-2016
FCI Tallinn: 2016-2017
- Campionato estone: 1

Flora Tallinn: 2015

### Individuale
- Capocannoniere della Meistriliiga: 1

2017 (27 gol)